# Paul Chun
Paul Chun (chiń. 秦沛; pinyin Qín Pèi; jyutping Ceon4 Pui3; ur. 17 maja 1945 w Szanghaju) – hongkoński aktor. W swojej karierze otrzymał trzy nagrody oraz trzy nominacje.

## Filmografia

### Jako aktor

#### Filmy pełnometrażowe
| Rok  | Tytuł                                      | Rola                    |
| ---- | ------------------------------------------ | ----------------------- |
| 1949 | Chun lei                                   |                         |
| 1949 | Dang fu xin                                |                         |
| 1953 | Bi yun tian                                | Chien Hsiao-bao - Młody |
| 1953 | Cun cao xin                                |                         |
| 1986 | Din lo jing juen                           | Tsuen                   |
| 1986 | Kaczka po pekińsku, czyli strzały w operze | Fa Gum-Sao              |
| 1993 | San bat liu ching                          | Wujek, Cheung Po-Tsai   |
| 2009 | Incydent                                   | Wujek De                |
| 2010 | Sui yuet san tau                           | Duży wujek – fryzjer    |
| 2010 | Tang Ji Ke De                              |                         |
| 2011 | Proste życie                               | Wujek Kin               |
| 2011 | Wielki magik                               | Liu Wanyao              |
| 2014 | Te Gong Ai Mi La                           | Martin                  |
| 2016 | Beijing Meets Seattle II: Book of Love     | Dziadek                 |
| 2016 | Distance                                   |                         |

### Jako reżyser

#### Filmy krótkometrażowe
| Rok  | Tytuł                             |
| ---- | --------------------------------- |
| 2010 | The Chair, the Box, and the Broom |
| 2011 | Earth                             |

### Jako producent

#### Filmy krótkometrażowe
| Rok  | Tytuł |
| ---- | ----- |
| 2011 | Earth |

### Jako montażysta

#### Filmy krótkometrażowe
| Rok  | Tytuł                             |
| ---- | --------------------------------- |
| 2010 | The Chair, the Box, and the Broom |

## Nagrody i nominacje
Źródło: Internet Movie Database
| Rok  | Nagroda              | Kategoria                                                          | Wynik     |
| ---- | -------------------- | ------------------------------------------------------------------ | --------- |
| 1986 | Golden Horse Award   | Best Supporting Actor (Din lo jing juen)                           | Wygrana   |
| 1987 | Hong Kong Film Award | Best Supporting Actor (Kaczka po pekińsku, czyli strzały w operze) | Nominacja |
| 1987 | Hong Kong Film Award | Best Supporting Actor (Din lo jing juen)                           | Wygrana   |
| 1993 | Golden Horse Award   | Best Supporting Actor (San bat liu ching)                          | Nominacja |
| 1994 | Hong Kong Film Award | Best Supporting Actor (San bat liu ching)                          | Wygrana   |
| 2012 | Hong Kong Film Award | Best Supporting Actor (Proste życie)                               | Nominacja |